# Omid Jahanbakhsh
Omid Jahanbakhsh là một tiền vệ bóng đá người Iran hiện tại thi đấu cho câu lạc bộ Iran Gostaresh Foulad ở Persian Gulf Pro League.